# Pau (Itálie)
Pau (sardinsky: Pàu) je italská obec (comune) v provincii Oristano v regionu Sardinie. Nachází se ve výšce 315 metrů nad mořem a má 274 obyvatel. Rozloha obce je 13,82 km².